# Casino Fundanense
O Casino Fundanense é edifício situado no centro da cidade do Fundão, construído no final do século XIX para funcionar como teatro e clube. O edifício é de planta em L, com dois andares divididos por um friso e com cobertura em telhado de quatro águas. Quando a sociedade que o construiu se extinguiu, foi adquirido pelo município e desde 1965 alberga o Museu Arqueológico, desde 2007, o Museu de Arqueologia do Fundão.